# Sand Hills NGL (трубопровід для ЗВГ)
Sand Hills NGL (трубопровід для ЗВГ) – трубопровідна система у Техасі, котра транспортує зріджені вуглеводневі гази (ЗВГ) до центрів фракціонування у Монт-Белв’ю та Свіні.
Стрімке зростання видобутку ЗВГ внаслідок “сланцевої революції» викликало необхідність створення нових систем доставки їх до центрів фракціонування. Одним з перших таких трубопроводів став Sand Hills, введений в експлуатацію у 2012 році. Особливістю цієї системи є те, що вона не просто сполучає басейн Перміан (суміжні регіони Техасу та Нью-Мексико) з узбережжям Мексиканської затоки, але на своєму шляху також описує вигнуту на південь дугу, проходячи через район багатої на ЗВГ сланцевої формації Ігл-Форд. Далі, перш ніж досягти Монт-Белв'ю, Sand Hills може передавати доправлену ним суміш зріджених газів на інший фракціонаторний майданчик у Свіні. З 2018-го трубопровід також почав живити установку фракціонування Робстаун, розташовану біля південнотехаського міста Корпус-Крісті, втім, це повинно припинитись після повноцінного запуску EPIC NGL.
На момент введення Sand Hills, виконаний в діаметрі 500 мм, мав довжину 720 миль та міг перекачувати 200 тисяч барелів на добу, з перспективою збільшення цього показника до 350 тисяч барелів. Втім, розвиток системи призвів до того, що в 2019 році її загальна довжина рахувалась вже як 1466 миль при пропускній здатності 485 тисяч барелів ЗВГ на добу.